# Омар Хані
Омар Хані Ісмаїл аль-Зебдієх (араб. عمر هاني اسماعيل الزبدية; нар. 27 червня 1999, Ез-Зарка, Йорданія) — йорданський футболіст, вінґер азербайджанського клубу «Габала» та національної збірної Йорданії.

## Клубна кар'єра
Вихованець йорданського клубу «Аль-Файсалі». Дорослу футбольну кар'єру розпочав 2018 року у вище вказаній команді, у футболці якої в чемпіонаті Йорданії зіграв 7 матчів та відзначився 2-ма голами.
У середині липня 2019 року переїхав на Кіпр, де підсилив АПОЕЛ. У футболці нової команди дебютував 28 жовтня 2019 року в переможному (3:0) виїзному поєдинку 7-го туру Першого дивізіону Кіпру проти «Неа Саламіни Фамагуста». Омар вийшов на поле на 79-ій хвилині, замінивши шведа Лінуса Галленіуса. Зіграв 2 матчі в Першому дивізіоні Кіпру за АПОЕЛ. На початку вересня 2020 року відправився в оренду до «Олімпіакоса». У футболці клубу з Нікосії дебютував 13 вересня 2020 року в програному (1:2) домашньому поєдинку 3-го туру Першого дивізіону проти «Докси». Хані вийшов на поле на 71-ій хвилині, замінивши камерунця Едгара Саллі. Єдиними голами за «Олімпіакос» відзначився 14 квітня 2021 року на 1-ій та 45+2-ій хвилині переможного (4:2) домашнього поєдинку кубку Кіпру проти лімасольського АЕЛа. Омар вийшов на поле в стартовому складі, а на 88-ій хвилині його замінив Самбінья. В команді виступів до завершення сезону 2020/21 років, за цей час у Першому дивізіоні зіграв 18 матчів, ще 4 матчі (2 голи) провів у кубку Кіпру. Наприкінці червня 2021 року повернувася до АПОЕЛа, але за команду більше не виступав.
1 вересня 2021 року підписав 1-річний контракт (з можливістю продовження ще на 1 рік) з азербайджанським клубом «Габала». У футболці клубу з Ґебели дебютував 11 вересня 2021 року в переможному (2:0) виїзному поєдинку 3-го туру Прем'єр-ліги Азербайджану проти бакинського «Сабаху». Хані вийшов на поле на 75-ій хвилині, замінивши Ровлана Мурадова.

## Кар'єра в збірній
Виступав за юнацьку та олімпійську збірну Йорданії.
У футболці національної збірної Йорданії дебютував 11 червня 2019 року в переможному (4:1) товариському поєдинку проти Індонезії. Омар вийшов на поле на 66-ій хвилині, замінивши Ахмеда Хамдуні

## Статистика виступів

### Клубна
Станом на 1 вересня 2021
| Клуб                            | Сезон             | Ліга                      | Ліга  | Ліга | Нац. кубок | Нац. кубок | Конт. кубок | Конт. кубок | Інші  | Інші | Загалом | Загалом |
| Клуб                            | Сезон             | Дивізіон                  | Матчі | Голи | Матчі      | Голи       | Матчі       | Голи        | Матчі | Голи | Матчі   | Голи    |
| ------------------------------- | ----------------- | ------------------------- | ----- | ---- | ---------- | ---------- | ----------- | ----------- | ----- | ---- | ------- | ------- |
| АПОЕЛ                           | 2019–20           | Перший дивізіон Кіпру     | 1     | 0    | 0          | 0          | -           | -           | 0     | 0    | 1       | 0       |
| АПОЕЛ                           | 2020–21           | Перший дивізіон Кіпру     | 1     | 0    | 0          | 0          | 0           | 0           | -     | -    | 1       | 0       |
| АПОЕЛ                           | Загалом           | Загалом                   | 2     | 0    | 0          | 0          | 0           | 0           | 0     | 0    | 2       | 0       |
| «Олімпіакос» (Нікосія) (оренда) | 2020–21           | Перший дивізіон Кіпру     | 18    | 0    | 4          | 2          | —           | —           | —     | —    | 22      | 2       |
| «Габала»                        | 2021–22           | Прем'єр-ліга Азербайджану | 0     | 0    | 0          | 0          | —           | —           | —     | —    | 0       | 0       |
| Усього за кар'єру               | Усього за кар'єру | Усього за кар'єру         | 20    | 0    | 4          | 2          | 0           | 0           | 0     | 0    | 24      | 2       |

1. ↑  Матчі в Суперкубку Кіпру
2. ↑  Матчі в Лізі Європи УЄФА

## Титули і досягнення
- Володар Кубка Азербайджану з футболу (1):

«Габала»: 2022/23